# فهرست قنات‌های شهرستان سراب
جدول زیر بر اساس آمار وزارت جهاد کشاورزیتهیه شده‌است. فهرست زیر قنات‌های شهرستان سراب در استان آذربایجان شرقی را نشان می‌دهد.
| نام قنات               | موقعیت                 | نزدیک‌ترین روستا | طول قنات (متر) | تعداد میله چاه | عمق مادر چاه | دبی (لیتر بر ثانیه) | سطح زیر کشت (هکتار) |
| ---------------------- | ---------------------- | --------------- | -------------- | -------------- | ------------ | ------------------- | ------------------- |
| آق بلاغ                | بخش مرکزی شهرستان سراب | کاریجان         | ۱۰۰۰           | ۱۵             | ۲            | ۵                   | ۴۰                  |
| ابراهیم غفاری          | بخش مرکزی شهرستان سراب | چغوش            | ۲۵۰            | ۱۳             | ۱۲           | ۶                   | ۴۱                  |
| ارگنو                  | بخش مرکزی شهرستان سراب | سردها           | ۷۵۰            | ۲۱             | ۷            | ۵                   | ۴۰                  |
| اسداله شفاعی           | بخش مرکزی شهرستان سراب | ابرغان          | ۴۰۰            | ۰              | ۵            | ۱۳                  | ۱۴                  |
| اصغر بزرگواری          | بخش مرکزی شهرستان سراب | ابرغان          | ۶۰۰            | ۳۴             | ۶            | ۱                   | ۱۵                  |
| اصلان صدقی             | بخش مرکزی شهرستان سراب | ابرغان          | ۴۵۰            | ۰              | ۳            | ۵                   | ۱۲                  |
| اورا                   | بخش مرکزی شهرستان سراب | رازلیق          | ۸۵۰            | ۲۰             | ۶            | ۶                   | ۳۰                  |
| برجعلی                 | بخش مرکزی شهرستان سراب | اناقیز          | ۱۸۰            | ۰              | ۰            | ۵                   | ۲۵                  |
| بندالی                 | بخش مرکزی شهرستان سراب | احمدآباد علیا   | ۳۵۰            | ۱۰             | ۱۰           | ۲                   | ۴                   |
| جلیل حاتمی             | بخش مرکزی شهرستان سراب | ابرغان          | ۵۰۰            | ۴۰             | ۷            | ۳۰                  | ۵۰                  |
| جوادی                  | بخش مرکزی شهرستان سراب | ملایعقوب        | ۱۰۰۰           | ۲۶             | ۱۰           | ۵                   | ۵                   |
| حاج آقا بالافردابرغانی | بخش مرکزی شهرستان سراب | ابرغان          | ۲۰۰            | ۲۰             | ۳٫۵          | ۲                   | ۵                   |
| حاج علی وهابی اصل      | بخش مرکزی شهرستان سراب | احمدآباد سفلی   | ۳۰۰            | ۱۵             | ۶            | ۵                   | ۷                   |
| حاج میرهاشمی فر        | بخش مرکزی شهرستان سراب | ابرغان          | ۳۵۰            | ۱۷             | ۴٫۵          | ۲                   | ۳۰                  |
| حاجی بهرام             | بخش مرکزی شهرستان سراب | چغوش            | ۸۳۰            | ۳۴             | ۵            | ۶                   | ۲۰                  |
| حاجی حمیدحسن پور       | بخش مرکزی شهرستان سراب | ابرغان          | ۵۰۰            | ۲۰             | ۶            | ۲                   | ۲۰                  |
| حاجی خیراله وجودی      | بخش مرکزی شهرستان سراب | ابرغان          | ۳۵۰            | ۰              | ۴            | ۱۵                  | ۱۸                  |
| حاجی رستم              | بخش مرکزی شهرستان سراب | رازلیق          | ۱۲۰۰           | ۱۵             | ۸            | ۱۰                  | ۲۶                  |
| حاجی سنجری             | بخش مرکزی شهرستان سراب | احمدآباد سفلی   | ۱۵۰۰           | ۱۶             | ۶            | ۱۰                  | ۵۰                  |
| حاجی قربان             | بخش مرکزی شهرستان سراب | رازلیق          | ۸۲۰            | ۲۸             | ۶            | ۹                   | ۳۰                  |
| حاجی وزیر              | بخش مرکزی شهرستان سراب | ابرغان          | ۲۰۰۰           | ۰              | ۰            | ۴۰                  | ۲۰۰                 |
| خان                    | بخش مرکزی شهرستان سراب | ایوق            | ۵۶۰            | ۰              | ۰            | ۸                   | ۳۰                  |
| خانعلی بابایی          | بخش مرکزی شهرستان سراب | احمدآباد سفلی   | ۱۰۰۰           | ۴۰             | ۱۵           | ۱۰                  | ۱۰                  |
| خانی‌آباد               | بخش مرکزی شهرستان سراب | احمدآباد علیا   | ۸۵۰            | ۳۱             | ۱۱           | ۵                   | ۱۵۰                 |
| دانباران               | بخش مرکزی شهرستان سراب | دانباران        | ۱۰             | ۰              | ۱۸           | ۰                   | ۵۰۰                 |
| دبیرآباد               | بخش مرکزی شهرستان سراب | احمدآباد علیا   | ۹۰۰            | ۴۰             | ۱۳           | ۱۰                  | ۳۰                  |
| رازلیق یولی            | بخش مرکزی شهرستان سراب | قلعه جوق        | ۴۹۰            | ۹              | ۷            | ۴                   | ۱۵                  |
| رزاق                   | بخش مرکزی شهرستان سراب | جمیزدان         | ۸۰۰            | ۱۵             | ۹            | ۵                   | ۳۰                  |
| زیادعلی زیادبخش        | بخش مرکزی شهرستان سراب | ابرغان          | ۶۰۰            | ۲۴             | ۶            | ۴                   | ۲۰                  |
| سرخای غفوری            | بخش مرکزی شهرستان سراب | ابرغان          | ۲۰۰            | ۳۰             | ۳٫۵          | ۱۵                  | ۱۰                  |
| سیفعلی عنایتی          | بخش مرکزی شهرستان سراب | ابرغان          | ۷۰۰            | ۳۵             | ۶            | ۵                   | ۳۰                  |
| سیمتری                 | بخش مرکزی شهرستان سراب | عمومی           | ۶              | ۱۲             | ۱۵           | ۰                   | ۱۰۰۰                |
| شاهزاده                | بخش مرکزی شهرستان سراب | احمدآباد سفلی   | ۹۵۰            | ۵۴             | ۶            | ۱۰                  | ۲۵                  |
| شهرت اقدسی             | بخش مرکزی شهرستان سراب | ابرغان          | ۶۵۰            | ۴۵             | ۴            | ۲۰                  | ۱۰                  |
| شورو                   | بخش مرکزی شهرستان سراب | احمدآباد علیا   | ۶۰۰            | ۱۶             | ۶            | ۰٫۵                 | ۰                   |
| صومعه حق               | بخش مرکزی شهرستان سراب | صومعه حق        | ۳۰۰            | ۱۲             | ۹            | ۵                   | ۳۰                  |
| طاران چشمه سی          | بخش مرکزی شهرستان سراب | طاران           | ۱۰۰۰           | ۱۴             | ۱۰           | ۵                   | ۲۰                  |
| عبداله شجاعی           | بخش مرکزی شهرستان سراب | احمدآباد سفلی   | ۸۰۰            | ۱۷             | ۱۵           | ۵                   | ۱۰                  |
| علی وجودی              | بخش مرکزی شهرستان سراب | ابرغان          | ۳۰۰            | ۰              | ۴            | ۱۲                  | ۱۴                  |
| عمومی                  | بخش مرکزی شهرستان سراب | ینگجه           | ۵۰۰            | ۴۰             | ۶            | ۱۲                  | ۸                   |
| عین اله نصرت پور       | بخش مرکزی شهرستان سراب | ابرغان          | ۵۰۰            | ۰              | ۳٫۵          | ۴                   | ۴                   |
| غفور ثمری              | بخش مرکزی شهرستان سراب | ابرغان          | ۵۶۰            | ۳۵             | ۵            | ۴                   | ۱۸                  |
| فتاح نظری              | بخش مرکزی شهرستان سراب | ابرغان          | ۸۰۰            | ۰              | ۰            | ۱۲                  | ۱۰                  |
| فرخ بهرامی             | بخش مرکزی شهرستان سراب | ابرغان          | ۱۵۰            | ۱۲             | ۳٫۵          | ۱۲                  | ۷۵                  |
| قربان دره سی           | بخش مرکزی شهرستان سراب | قلعه جوق        | ۵۸۰            | ۱۰             | ۸            | ۶                   | ۱۸                  |
| قره چی                 | بخش مرکزی شهرستان سراب | جمیزدان         | ۲۵۰            | ۷              | ۶            | ۴                   | ۳۰                  |
| قنات                   | بخش مرکزی شهرستان سراب | کلجه            | ۲۵۰            | ۰              | ۶            | ۲                   | ۰                   |
| قنات                   | بخش مرکزی شهرستان سراب | رزگاه           | ۱۵۰            | ۱۴             | ۶            | ۳                   | ۹۰                  |
| قنات قبرستان           | بخش مرکزی شهرستان سراب | جمیزدان         | ۹۵۰            | ۱۴             | ۸            | ۷                   | ۷۰                  |
| قوروی کهریز            | بخش مرکزی شهرستان سراب | ابرغان          | ۴۵۰            | ۰              | ۰            | ۱                   | ۲۰                  |
| محمدابرغنی             | بخش مرکزی شهرستان سراب | ابرغان          | ۵۴۰            | ۳۰             | ۴            | ۲۰                  | ۲۰                  |
| مرجان بلاغی            | بخش مرکزی شهرستان سراب | سندان           | ۲۵۰۰           | ۷              | ۲            | ۱۵                  | ۱۵                  |
| مصطفی بلاغی            | بخش مرکزی شهرستان سراب | فرکوش           | ۱۵۰۰           | ۲۰             | ۳            | ۳                   | ۱۲                  |
| میرابوالفضل سیدی       | بخش مرکزی شهرستان سراب | احمدآباد سفلی   | ۳۰۰            | ۵              | ۷            | ۳                   | ۱۰                  |
| میرشجاع الدین طباطبائی | بخش مرکزی شهرستان سراب | ابرغان          | ۱۷۰۰           | ۷۵             | ۶            | ۱۲                  | ۱۳                  |
| نادروفوری              | بخش مرکزی شهرستان سراب | ابرغان          | ۲۵۰            | ۵              | ۵            | ۳                   | ۵                   |
| هندرود                 | بخش مرکزی شهرستان سراب | دیزج عظیم       | ۱۰۰۰           | ۱۱             | ۱۰           | ۳                   | ۲۵                  |
| چشمه عمومی             | بخش مرکزی شهرستان سراب | چاللو           | ۰              | ۰              | ۰            | ۲                   | ۰                   |
| چشمه عمومی             | بخش مرکزی شهرستان سراب | چهرق            | ۰              | ۰              | ۰            | ۲                   | ۰                   |
| چشمه عمومی             | بخش مرکزی شهرستان سراب | ساری قیه        | ۰              | ۰              | ۰            | ۲                   | ۰                   |
| چمن کهریزی             | بخش مرکزی شهرستان سراب | احمدآباد علیا   | ۲۰۰۰           | ۳۰             | ۶            | ۰                   | ۰                   |
| کرگر                   | بخش مرکزی شهرستان سراب | احمدآباد علیا   | ۲۵۰            | ۱۰             | ۱۴           | ۲                   | ۰                   |
| کشاوان                 | بخش مرکزی شهرستان سراب | قلعه جوق        | ۶۰۰            | ۱۲             | ۱۰           | ۸                   | ۲۵                  |
| کناراغمیون             | بخش مرکزی شهرستان سراب | اغمیون          | ۷۵۰            | ۱۵             | ۳            | ۵                   | ۲۰                  |
| کندایچی                | بخش مرکزی شهرستان سراب | فرکوش           | ۱۵۰۰           | ۱۸             | ۳٫۵          | ۲                   | ۱۰                  |
| کندوان یولی            | بخش مرکزی شهرستان سراب | قلعه جوق        | ۶۱۰            | ۱۱             | ۹            | ۷                   | ۲۰                  |
| کوبه درسی              | بخش مرکزی شهرستان سراب | کاریجانویزپق    | ۱۰۰۰           | ۱۵             | ۲            | ۵                   | ۲۰                  |
| کوربلاغ                | بخش مرکزی شهرستان سراب | احمدآباد علیا   | ۱۰۰۰           | ۰              | ۶            | ۳                   | ۴                   |
| کوزه                   | بخش مرکزی شهرستان سراب | سندان           | ۵۰۰۰           | ۲۵             | ۴            | ۱۵                  | ۳۰                  |
| یاور                   | بخش مرکزی شهرستان سراب | رازلیق          | ۸۰۰            | ۲۵             | ۵            | ۵                   | ۴۰                  |
| یوسفعلی وحید           | بخش مرکزی شهرستان سراب | جمیزدان         | ۱۲۰۰           | ۲۷             | ۱۱           | ۱۰                  | ۵۰                  |

```
خلیل گولی
```

گاودوش آباد
۹۵۰
۱۸
۹
۷
۱۳
اغالغ گولی
گاودوش آباد
۸۰۰
۱۲
۸
۳
۴
بلاغ
گاودوش آباد
۷۰۰
۱۳
۳
۲
۵